# 581 Eskadra Salmsonów
581 Eskadra Salmsonów – eskadra francuskiego lotnictwa wojskowego włączona w skład lotnictwa (ówcześnie „Awiacji”) Armii Polskiej we Francji, a następnie Wojska Polskiego.
W czerwcu 1919 eskadra przybyła do Polski. Jednostka posiadała na uzbrojoniu dziesięć samolotów rozpoznawczych Salmson 2A2. 26 września 1919 Wojskowa Misja Francuska przekazała eskadrę dowództwu polskiemu. 20 września 1919 wchodziła w skład II Grupy lotniczej. Pod koniec września 1919 r. stan osobowy jednostki został uzupełniony francuskimi lotnikami przeniesionymi z 39. eskadr Breguetów, 59 eskadry Breguetów, 162. eskadry Spadów i 580. eskadry Salmsonów. Następnie jednostka została włączona do Oficerskiej Szkoły Obserwatorów Lotniczych w Warszawie, jako eskadra szkolna.